# Cinnamomum ovalauense
Cinnamomum ovalauense är en lagerväxtart som beskrevs av André Joseph Guillaume Henri Kostermans. Cinnamomum ovalauense ingår i släktet Cinnamomum och familjen lagerväxter. Inga underarter finns listade i Catalogue of Life.